# Vụ rơi máy bay tại Shoreham Airshow 2015
Ngày 22 tháng 8 năm 2015, một máy bay phản lực Hawker Hunter T7 lao xuống đường và đâm vào nhiều xe cộ khi đang trình diễn tại một triển lãm hàng không gần sân bay Shoreham, hạt West Sussex, Anh, khiến 11 người chết và 16 người khác bị thương. Bốn người đã nhập viện, trong đó có 1 phi công đang trong tình trạng nguy kịch. Đây là lần đầu tiên có khán giả thiệt mạng tại một triển lãm hàng không của Anh kể từ sau tai nạn năm 1952 tại Farnborough, với 31 người thiệt mạng.